# Gentle Giant
Gentle Giant – brytyjska progresywna grupa rockowa, aktywna w latach 1970–1980. Obok The Nice, Yes, King Crimson i Emerson, Lake & Palmer wyznaczyła artystyczne granice gatunku, nigdy jednak nie osiągnęła sukcesu tej miary co tamte zespoły. Podobnie jak inne grupy z tego kręgu, muzyków z Gentle Giant charakteryzowała techniczna wirtuozeria i innowacyjne w podejście do tworzenia muzyki z zastosowaniem szerokiego zakresu instrumentów akustycznych i elektronicznych. Skupiali się oni głównie na komponowaniu krótszych utworów, dbając o ich strukturalną i stylistyczną integralność. W muzyce Gentle Giant daje się zauważyć wyraźne wpływy muzyki poważnej, folkowej, jazzu oraz hard rocka. Charakterystyczną cechą dla stylu grupy jest szerokie wykorzystanie techniki kontrapunktu, rzadko stosowanej w muzyce rockowej nawet wśród zespołów progresywnych.

## Historia

### Początki
Trzon przyszłego Gentle Giant, tworzyli trzej bracia, pochodzenia szkocko-żydowskiego: Phil Shulman (ur. 27 sierpnia 1937), Derek Shulman (ur. 11 lutego 1947) i Ray Shulman (ur. 8 grudnia 1949, zm. 30 marca 2023). Phil i Derek urodzili się w Glasgow, w Szkocji, w dzielnicy Gorbals, która była wówczas osławionym slumsem. Później rodzina przeniosła się do Portsmouth w Anglii, gdzie urodził się Ray. Ich ojciec był muzykiem wojskowym, który z czasem stał się trębaczem jazzowym i kontynuował swoją pracę muzyczną w Portsmouth. Zachęcał on swoich synów do nauki gry na różnych instrumentach, i w efekcie z czasem Phil, Derek i Ray, stali się multiinstrumentalistami. Na początku lat 60. Derek i Ray zainteresowali się graniem rhythm and bluesa i założyli razem zespół. Phil – początkowo pełniący rolę menadżera, aby opiekować się swoimi o wiele młodszymi braćmi – w końcu sam został członkiem zespołu.
| „[To był] dom pełen muzyków i instrumentów... Zacząłem uczyć się gry na trąbce, gdy miałem pięć lat, bo tam była, a potem, gdy miałem siedem lat, zacząłem grać na skrzypcach. Kazano nam ćwiczyć co najmniej godzinę dziennie, kiedy tak naprawdę chcieliśmy wyjść i pobawić się... W końcu i tak chciałem to zrobić... W ogóle nie byłem formalnie kształcony”.– Ray Shulman o muzycznym wychowaniu braci Shulmanów |

Do 1966 roku zespół Shulmanów – początkowo pod nazwą The Howling Wolves, potem The Road Runners – przyjął nazwę Simon Dupree and the Big Sound i podążał już w kierunku wykonywania muzyki soul i pop. Jako główny wokalista i frontman, Derek Shulman przyjął pseudonim „Simon Dupree”, zaś Phil grał na saksofonie i trąbce, a najmłodszy brat Ray na gitarze i skrzypcach (zarówno Ray, jak i Phil grali również na trąbce i śpiewali chórki w grupie, która w czasie swojego istnienia, krótko występowała z Reginaldem Dwightem (przyszłym Eltonem Johnem) jako pianistą, jak również nagrała singiel z Dudleyem Moore’em jako gość. Podpisując kontrakt z wytwórnią EMI, Simon Dupree and the Big Sound nagrali kilka singli, które nie odniosły sukcesu, po czym zostali popchnięci przez swój management i wytwórnię w stronę psychodelii. Zaowocowało to dotarciem ich piosenki „Kites” na brytyjską Top 10, która stała się przebojem, jesienią 1967 roku (i wydaniem albumu Without Reservations w tym samym roku).
Sukces sfrustrował braci Shulman, którzy uważali się za wykonawców białego soulu i uważali, że ich zmiana stylu była nieszczera i nieistotna. Derek Shulman miał później określić „Kites” jako „totalne gówno”. Opinię Shulmanów potwierdziły w ich oczach, kolejne komercyjne porażki singli będących kontynuacją „Kites”. Próbując uciec od swojego nowego wizerunku, wydali pod koniec 1968 roku singiel z podwójną stroną A, jako The Moles – „We Are the Moles (parts 1 & 2)”. Co spotęgowało ich kryzys tożsamości, bowiem pojawiła się plotka, iż The Moles to w rzeczywistości zespół The Beatles, nagrywający pod inną nazwą i z Ringo Starrem jako głównym wokalistą. Plotka ta została obalona przez lidera Pink Floyd, Syda Barretta, który ujawnił, że za nagraniem stoi Simon Dupree and the Big Sound.
W 1969 roku bracia Shulman rozwiązali grupę, aby uciec od środowiska muzyki pop, które ich przygnębiało. Co zaskakujące, nie powrócili bezpośrednio do rhythm and bluesa i soulu, lecz wybrali bardziej skomplikowany kierunek muzyczny. Ray Shulman powiedział później: „Wiedzieliśmy, że nie możemy kontynuować działalności z tymi muzykami, których mieliśmy wcześniej. Nie interesowali nas pozostali muzycy w zespole – niczego nie mogli wnieść. Musieliśmy ich uczyć, co mają robić. Stawało się to dość obciążające, podczas gdy mogliśmy grać na perkusji lepiej niż perkusista, a nawet na nagraniach robiliśmy coraz więcej overdubbingów. Stawało się to głupie mając taki zespół. Pierwszą rzeczą było znalezienie muzyków na wyższym poziomie”.

### Powstanie Gentle Giant

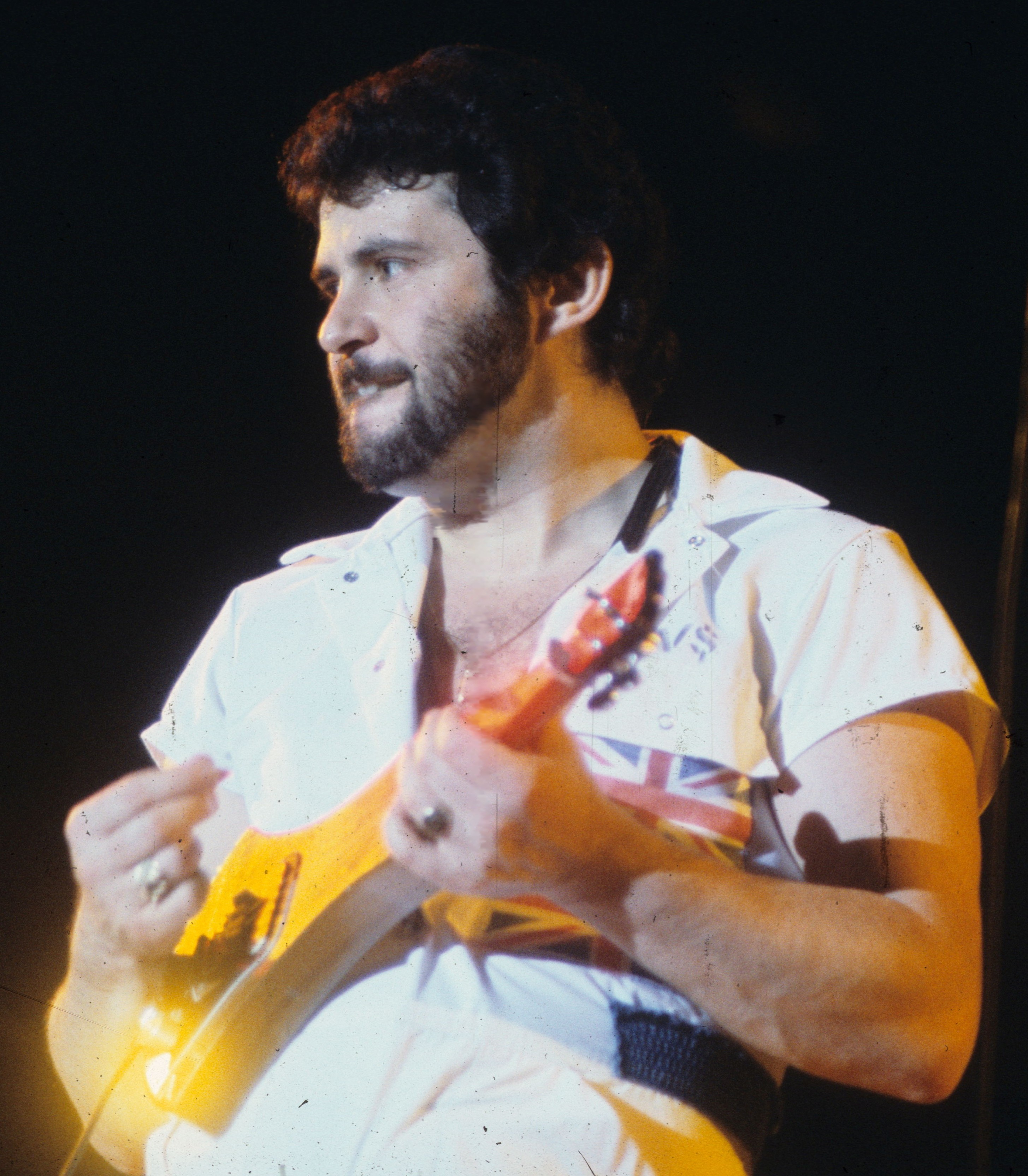
Derek Shulman (1977)

Gentle Giant powstał w 1970 roku, kiedy to bracia Shulman połączyli siły z dwoma innymi multiinstrumentalistami, tj. z Garym Greenem (gitara, mandolina, flet itd., ur. 20 listopada 1950) i Kerrym Minnearem (klawisze, wibrafon, wiolonczela itd., ur. 2 stycznia 1948), oraz perkusistą Martinem Smithem (ur. 17 grudnia 1946, zm. 2 marca 1997), który już wcześniej grał w Simon Dupree and the Big Sound. Klasycznie wykształcony Minnear, dopiero co ukończył Royal College of Music, uzyskując dyplom z kompozycji, a w międzyczasie grał w zespole Rust. Z kolei Gary Green był dotąd bluesmanem i nigdy nie pracował z zespołami powyżej półprofesjonalnego poziomu, lecz z łatwością przystosował się do wymagającej muzyki nowego zespołu. Zaś bracia Shulman, zadomowili się w typowych dla siebie rolach multiinstrumentalistów – Derek grał na saksofonie i flecie, Ray na basie i skrzypcach, a Phil na saksofonie, trąbce i klarnecie (wszyscy trzej bracia grali też na innych instrumentach w zależności od potrzeb).
| „To było jak wielki lej, naprawdę. Wszyscy mieliśmy te różnorodne wpływy, czy to pop, klasyka, rock, jazz, czy cokolwiek innego, a my po prostu zebraliśmy się razem i stworzyliśmy to, co stworzyliśmy. Wiele zespołów grających wtedy rocka progresywnego tworzyło długie utwory, które w wielu przypadkach były tylko wypełniaczami, a my nigdy nie staraliśmy się nikomu zaimponować naszymi talentami, może po prostu staraliśmy się zaimponować sobie nawzajem! To, co nam wydawało się po prostu inteligentnymi piosenkami, naprawdę poruszyło wielu ludzi, co nigdy nie przestaje mnie zadziwiać”.– Derek Shulman o podejściu Gentle Giant do komponowania |

W nowym zespole znalazło się także trzech głównych wokalistów. Derek Shulman śpiewał w ciężkim rhythm and bluesowym stylu i generalnie zajmował się bardziej rockowymi wokalami; Phil Shulman, bardziej folkowymi lub jazzowymi piosenkami; zaś Kerry Minnear (który miał wyjątkowo delikatny głos) śpiewał lżejsze folkowe i kameralne klasyczne partie wokalne z tymże nie śpiewał na koncertach, z powodu jego niezdolności do synchronizacji głosu na odpowiednim poziomie z nagłośnieniem koncertowym (Derek i Phil Shulman śpiewali partie wokalne Minneara, gdy zespół grał na żywo). Według doniesień, Elton John bezskutecznie ubiegał się o stanowisko głównego wokalisty w nowo powstałej grupie.
Według książeczki, która była dołączona do ich pierwszego albumu, nazwa zespołu była odniesieniem do fikcyjnej postaci, „łagodnego olbrzyma”, który spotyka grupę muzyków i jest zachwycony ich muzyką. Postać ta jest niczym z renesansowych opowieści Françoisa Rabelais’go.
Od samego początku Gentle Giant był zespołem szczególnie elastycznym ze względu na wyjątkowo szerokie umiejętności muzyczne jego członków. Na każdym albumie gromadził on w sumie czterdzieści sześć instrumentów – wszystkie z nich były grane przez członków grupy – a pięciu z sześciu członków śpiewało, co umożliwiało zespołowi pisanie i wykonywanie poszczególnych harmonii wokalnych i kontrapunktów. Podejście zespołu do pisania piosenek było równie zróżnicowane, łącząc wiele pomysłów i wpływów, niezależnie od tego, czy były one uważane za komercyjne czy nie.

### Debiutancki album,Acquiring the TasteiThree Friends(Lata 1970–1972)

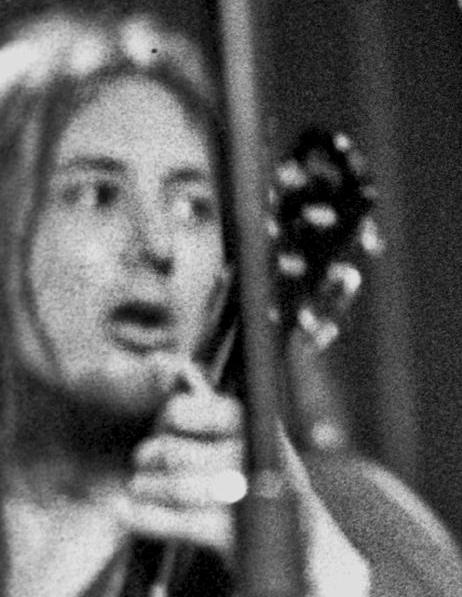
Gary Green (1974)

Pierwszy album zespołu nosił tytuł Gentle Giant i ukazał się w 1970 roku nakładem Vertigo Records. Łącząc w sobie wpływy rocka, bluesa, muzykę klasyczną i brytyjskiego soulu lat 60., Gentle Giant zebrał przychylne recenzje, choć był krytykowany za brzmienie i za nie najlepszą jakość nagrań.
Drugi album, Acquiring the Taste został wydany w 1971 roku i pokazywał szybko rozwój zespołu. Krążek był o wiele bardziej eksperymentalny i dysonansowy niż jego poprzednik. Na kształt i charakter Acquiring the Taste ogromny wpływ wywarło muzyczne wykształcenie Kerry’ego Minneara w zakresie klasycznej i współczesnej muzyki poważnej. Pokazał on również, że zespół poszerzył swą i tak już imponującą paletę instrumentów (choć wiele lat później Derek Shulman przyznał, że „nagraliśmy [Acquiring the Taste] bez żadnego pomysłu na to, jak to będzie, zanim weszliśmy do studia. To był bardzo eksperymentalny album i wciąż nie mieliśmy ostatecznego kierunku”). Poczucie ogromnego wyzwania, przed jakim stanął zespół, uwidoczniło się w notce do Acquiring the Taste, która zawierała szczególnie wzniosłą deklarację, nawet jak na standardy rocka progresywnego, jak „poszerzyć granice współczesnej muzyki popularnej, która wiązała się z ryzykiem, iż stanie się ona bardzo niepopularna”. Producent Tony Visconti rościł sobie prawo do autorstwa tej notki, jak również do „gigantycznej” historii towarzyszącej powstaniu pierwszego albumu.
Po Acquiring the Taste z zespołu odszedł Martin Smith, w wyniku nieporozumień, zarówno z Rayem, jak i Philem Shulmanem. Zastąpił go Malcolm Mortimore (ur. 16 czerwca 1953).
Kolejnym nagraniem Gentle Giant był album Three Friends (1972). Był to pierwszy album koncepcyjny zespołu, oparty na historii życia trzech chłopców, którzy „nieuchronnie zostają rozdzieleni przez przypadek, umiejętności i los”, gdy stają się dorośli. Trzej przyjaciele przechodzą drogę od bycia szkolnymi kolegami z dzieciństwa do stania się, odpowiednio: robotnikiem drogowym, malarzem i pracownikiem biurowym. W trakcie trwania tego procesu, tracą umiejętność do nawiązywania relacji i zrozumienia stylu życia innych. Rozwój i losy każdej z tych postaci, są muzycznie reprezentowane przez odrębne, zintegrowane style, od ciężkiego rhythm and bluesowego rocka po symfoniczną klasykę. Album zajął 197. miejsce na amerykańskiej liście przebojów.
W marcu 1972 roku Malcolm Mortimore uległ wypadkowi motocyklowemu. Aby wypełnić zobowiązania koncertowe w kwietniu, Gentle Giant zatrudnił Johna „Pugwash” Weathersa (ur. 7 lutego 1947) (ex-Grease Band, Wild Turkey, Graham Bond's Magic). Weathers był muzykiem bardziej wszechstronnym, który oprócz gry na perkusji, śpiewał oraz grał na instrumentach perkusyjnych i gitarze, co jeszcze bardziej poszerzyło możliwości instrumentalne Gentle Giant. Ze względu na przedłużającą się rekonwalescencję Mortimore'a, zespół zdecydował się oficjalnie zastąpić go Weathersem pod koniec kwietniowej trasy koncertowej w 1972 roku.

### Octopusi odejście Phila Shulmana (Lata 1972–1973)
| „Na koncercie w Hollywood Bowl w Los Angeles wyszliśmy na scenę, a fani Sabbath krzyczeli ”wynocha, chcemy Sabbath”, a my właśnie przygotowywaliśmy się do zagrania „Funny Ways”. Wyciągnęliśmy wiolonczelę i skrzypce, a tłum natychmiast zaczął krzyczeć, jednak stopniowo zaczynaliśmy się z tym godzić, kiedy ktoś rzucił na scenę bombę wiśniową. Phil Shulman upewnił się, że wszyscy przestaliśmy grać i powiedział, że musimy zejść ze sceny. Kiedy schodziliśmy ze sceny, Phil chwycił za mikrofon i powiedział do tłumu: „Jesteście bandą pieprzonych palantów!”, a wrzawa, która się wtedy podniosła, była ogromna! Do dziś tego nie zapomnę! Później zostaliśmy w jakiś sposób oczyszczeni z zarzutów, gdyż myśleliśmy, że już nigdy nie zagramy w Los Angeles po incydencie z bombą wiśniową, ale później na trasie Octopus byliśmy w stanie konsekwentnie wyprzedawać tam bilety, więc fanów coś zaskoczyło”– Derek Shulman o niepowodzeniu Gentle Giant w zdobyciu publiczności Black Sabbath 15 września 1972 roku. |

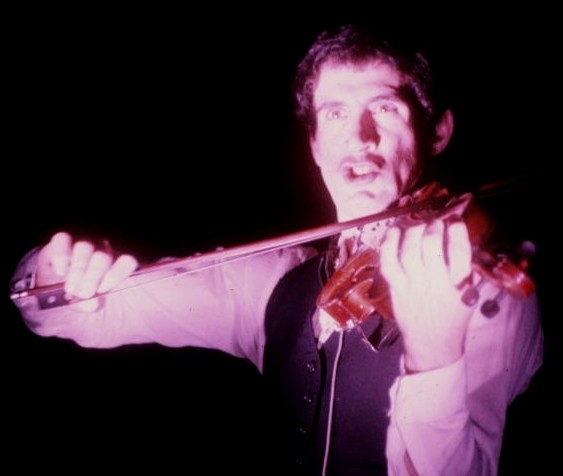
Ray Shulman (1977)

Nowy skład Gentle Giant wydał album zatytułowany Octopus pod koniec 1972 roku. Tytuł to nazwa, wymyślona przez żonę Phila Shulmana, Robertę, jako kalambur na „octo opus” (osiem dzieł muzycznych, odzwierciedlających osiem utworów na płycie). Zachował on wyraźnie szeroki i ambitnie zintegrowany styl Gentle Giant, a jednym z najważniejszych momentów jest tutaj skomplikowany wokalny utwór w stylu madrygału pt. „Knots” (którego tekst jest zaczerpnięty z różnych wersów z książki R. D. Lainga o tym samym tytule). Album ten osiągnął miejsce 170 na amerykańskiej liście przebojów.
Wydanie Octopus jest powszechnie uważane za początek klasycznego okresu działalności Gentle Giant. W 2004 roku Ray Shulman powiedział: „To był prawdopodobnie nasz najlepszy album, może z wyjątkiem Acquiring the Taste. Zaczęliśmy od pomysłu napisania piosenki o każdym członku zespołu. Posiadanie koncepcji w głowie było dobrym punktem wyjścia do pisania. Nie wiem czemu, ale pomimo wpływu, jakie wywołały Tommy i Quadrophenia The Who, albumy koncepcyjne są z dnia na dzień postrzegane jako raczej tandetne i pretensjonalne”.

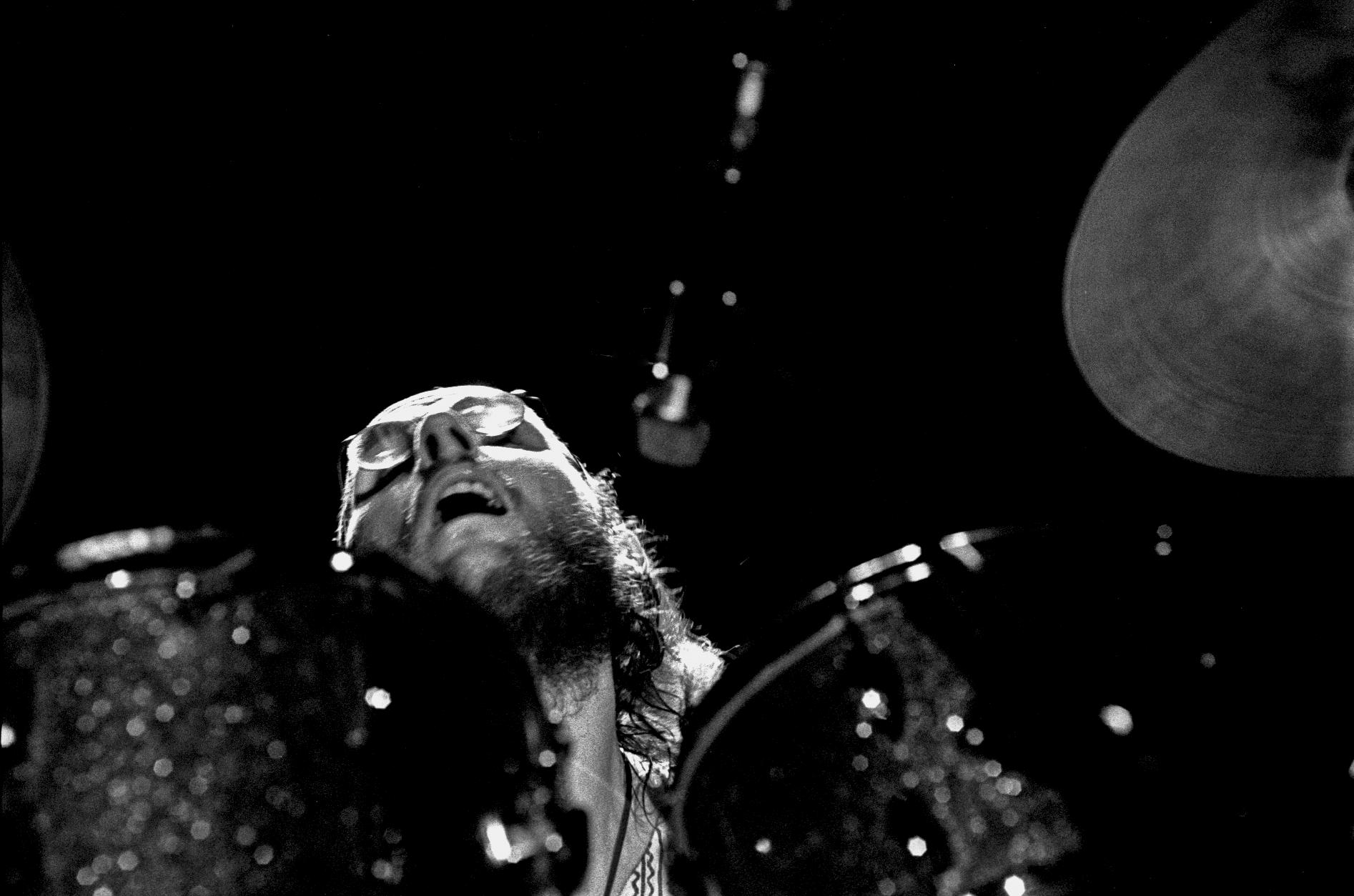
John „Pugwash” Weathers (1974)

Przed wyruszeniem w trasę promującą Octopus, zespół zagrał wyczerpującą serię koncertów, jako support Black Sabbath, podczas której okazał się być bardzo niepopularny wśród większości fanów zespołu. Derek Shulman wspominał: „To było prawdopodobnie najbardziej absurdalne połączenie grup w historii show businessu. W większości zostaliśmy wygwizdani na scenie”. Po tej trasie, Gentle Giant przeszedł najbardziej znaczącą zmianę w swoim składzie, kiedy to wypalony i zniechęcony do dalszej działalności Phil Shulman opuścił zespół po nieporozumieniach z braćmi w styczniu 1973 roku. W efekcie Derek Shulman przejął partie wokalne Phila na koncertach, stając się de facto głównym wokalistą Gentle Giant (niemniej Kerry Minnear nadal śpiewał w niektórych utworach na późniejszych albumach studyjnych).
| „Dorastanie, rodzina, dwóch synów, urocza córeczka, żona, która stawała się coraz bardziej samotna... Nie było żadnej decyzji, to było z góry przesądzone. Moi bracia, szczerze mówiąc, nie odzywali się do mnie przez wiele lat po tym wydarzeniu, ponieważ powiedziałem: „To jest to, odchodzę. Muszę wrócić do mojej rodziny, muszę wrócić i być normalnym człowiekiem...”. Nie mówię, jak ważnym (lub nieważnym) byłem członkiem dla grupy, czy coś w tym stylu, ale moi bracia myśleli, że to był koniec zespołu. I to jest absurd. Kiedy pięciu-sześciu członków zespołu wciąż tam jest, a ja odchodzę – nie ma problemu. I tak się stało – kontynuowali działalność jeszcze przez siedem lat, koncertując po całym świecie i zdobywając wielkie uznanie, jako bardzo dobry, pięcioosobowy zespół. Ale dla mnie to była jedyna rzecz, którą mogłem zrobić. To oczywiście coś mi odebrało, bo potem przez długie lata nie byłem w stanie słuchać muzyki”.– Phil Shulman o swoich powodach odejścia z Gentle Giant, 2008 |

Gary Green wspominał później: „Z tego co pamiętam, kiedy Phil ogłosił to pod koniec włoskiej trasy, powiedział, że opuszcza zespół. Nie mógł tego kontynuować. Było zbyt wiele stresu związanego z byciem w trasie i rodziną. Do tego bracia mieli trochę trudny okres. Są braćmi i kłócili się jak cholera, czasami do tego stopnia, iż myślałeś, że się pobiją. Choć myślę, że to była braterska miłość [śmiech]. Ale kiedy Phil powiedział, że odchodzi, wszyscy byliśmy jak wryci, „Och! Co zrobimy? Dobra, kupimy syntezator Mooga!”. To trochę banalne, nie mam na myśli tego w ten sposób. Musieliśmy coś zrobić”.
Gary Green: „John [Weathers] i ja naprawdę naciskaliśmy na to, żeby zespół kontynuował swoją działalność, ponieważ wyglądało na to, że zamierzamy się wycofać. A to wydawało się niedorzeczne – mieliśmy Kerry’ego w pełni sił i Raya, który pisał świetnie. Byliśmy naprawdę silni na żywo i mieliśmy stać się jeszcze silniejsi. Myślę, że staliśmy się silniejszym zespołem po odejściu Phila. I to nie jest wymierzone przeciwko Philowi. My dopiero wchodziliśmy na wyższy poziom jako muzycy”.
Ponad trzydzieści lat później, Phil Shulman ujawnił powody swojego odejścia w wywiadzie podcastowym z 2008 roku, przeprowadzonym przez jego syna Damona i wnuka Elliota. W wywiadzie tym stwierdził, że jego główną motywacją do odejścia było to, że zdał sobie sprawę, iż styl życia muzyka koncertującego niszczy jego życie rodzinne. Dwie frakcje braci Shulman – z Philem po jednej stronie oraz Rayem i Derekiem po drugiej – ostatecznie rozwiązały swoje różnice i uzdrowiły swoje relacje, chociaż Phil nigdy nie dołączył ponownie do zespołu, ani nie powrócił do kariery muzyka. Ray Shulman pomagał później synowi Phila, Damonowi Shulmanowi, w tworzeniu jego własnej muzyki.

### In a Glass HouseiThe Power and the Glory(Lata 1973–1975)

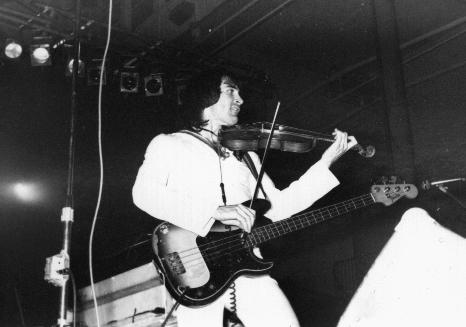
Ray Shulman (1976)

Zespół już jako kwintet przegrupował się, aby nagrać bardziej hardrockowy album In a Glass House, który został wydany w 1973 roku przez wytwórnię WWA. Swój pierwszy koncert jako pięcioosobowy zespół, muzycy zagrali w King Alfred's College w Winchesterze, 4 marca 1973 roku. In a Glass House to drugi wyrafinowany album koncepcyjny Gentle Giant – nazwany zgodnie z aforyzmem, iż „ludzie, którzy mieszkają w szklanych domach nie powinni rzucać kamieniami” (angielski odpowiednik idiomu "kto sam nie jest bez winy, nie powinien potępiać innych") – był najtrudniejszym w odbiorze dziełem zespołu. Album wyróżniał się także trójwymiarową okładką, wykorzystującą celofanową wkładkę (odtworzoną na reedycji CD Terrapin oraz na digipaku późniejszej reedycji CD Alucard). In a Glass House nigdy nie został wydany w USA, niemniej jednak był bardzo poszukiwany jako import.
Następny album, The Power and the Glory ukazał się w 1974 roku. Był to trzeci album koncepcyjny formacji, który poruszał tematykę władzy i korupcji. Zespół nagrał też osobny singiel o tym samym tytule. Według Dereka Shulmana, „WWA stwierdziło, „Teraz chłopcy, musicie być komercyjni, musicie stworzyć singiel. Teraz idźcie i napiszcie nam singla”. Więc zrobiliśmy trzy okropne numery. Ta piosenka jest najgorsza – „Macie to, chłopaki!” – poszliśmy do studia i oddaliśmy taśmy, kiedy wyszliśmy. Wypuścili, nawrzeszczeliśmy na nich, a oni oddali to z powrotem – wycofali z rynku” (singel został później dodany do reedycji CD tego albumu). The Power and the Glory uplasował się na 78. miejscu na amerykańskiej liście przebojów.

### Free Hand,Interviewi koncertowyPlaying the Fool(Lata 1975–1977)

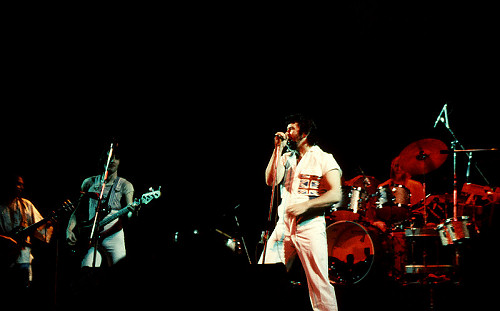
Gentle Giant, Oslo 1976

Niezadowoleni ze współpracy z WWA, muzycy Gentle Giant podpisali nowy kontrakt z wytwórnią Chrysalis Records, z którą pozostali do końca swojej kariery. Mimo, iż zespół wciąż pisał i wykonywał bardzo złożoną i skomplikowaną muzykę rockową z tamtego okresu, to właśnie w tym momencie zaczął szlifować i nieco upraszczać swoje piosenki, żeby dotrzeć do szerszej publiczności (szczególnie amerykańskiej). Ich starania okazały się na tyle skuteczne, że album Free Hand z 1975 roku trafił na 48. miejsce na amerykańskiej liście przebojów. Silnie inspirowany muzyką renesansową, średniowieczną oraz jazz-rockiem, krążek zawierał tematykę m.in. utraconej miłości oraz zniszczonych związków, w tym rozpadu relacji zespołu z byłym menadżerem. Stał się on jednym z najbardziej popularnych i przystępnych albumów zespołu.
Następnym wydawnictwem Gentle Giant było Interview z 1976 roku – kolejny album koncepcyjny, tym razem oparty na wyimaginowanym wywiadzie z zespołem. Muzyka wyśmiewała stan przemysłu muzycznego oraz głupie pytania, które zadaje się gwiazdom rocka, aby stworzyć ich wizerunek marketingowy. Jak na ironię, to bardziej satyryczne i wywrotowe podejście, ostatecznie podkopało pracę i artystyczną integralność zespołu. Derek Shulman przyznał później: „Myślę, że Interview był początkiem erozji. Myślę, że soki twórcze zaczęły trochę słabnąć... Myślę, że Interview był początkiem uświadomienia sobie, że teraz to jest biznes, a to też jest częścią tego, czym ten biznes się stał. W tym czasie zarządzałem zespołem, a biznes muzyczny stał się poważnym biznesem”. Pomimo takiego podejścia, album nie powtórzył sukcesu poprzednika na amerykańskiej liście przebojów, plasując się na pozycji 137.
W tym czasie Gentle Giant stał się już uznanym zespołem koncertowym w Ameryce i Europie, który koncertował i dzielił sceny z takimi wykonawcami, jak: Sha Na Na, czy gwiazdami rocka progresywnego, jak Jethro Tull i Yes. Wirtuozerskie występy zespołu na żywo (z błyskawiczną wymianą instrumentów i wymagającymi zmianami aranżacji i tak już skomplikowanych utworów studyjnych), wywierały ogromne wrażenie na publiczności, co oznaczało, że Gentle Giant mógł się równać z niemal każdym zespołem znajdującym się na liście przebojów. Na jednym z koncertów w 1975 roku (w Detroit Cobo Hall), Gentle Giant skradł show zarówno Gary’emu Wrightowi (debiutującemu albumem Dream Weaver), jak i Rickowi Wakemanowi (występującemu z koncertową wersją The Myths and Legends of King Arthur and the Knights of the Round Table). W 1976 roku ta koncertowa strona zespołu została uwieczniona na albumie Playing the Fool (1977; 89. miejsce na amerykańskiej liscie przebojów), nagrana podczas europejskiej trasy Interview.

### The Missing PieceiGiant for a Day!(Lata 1977–1979)

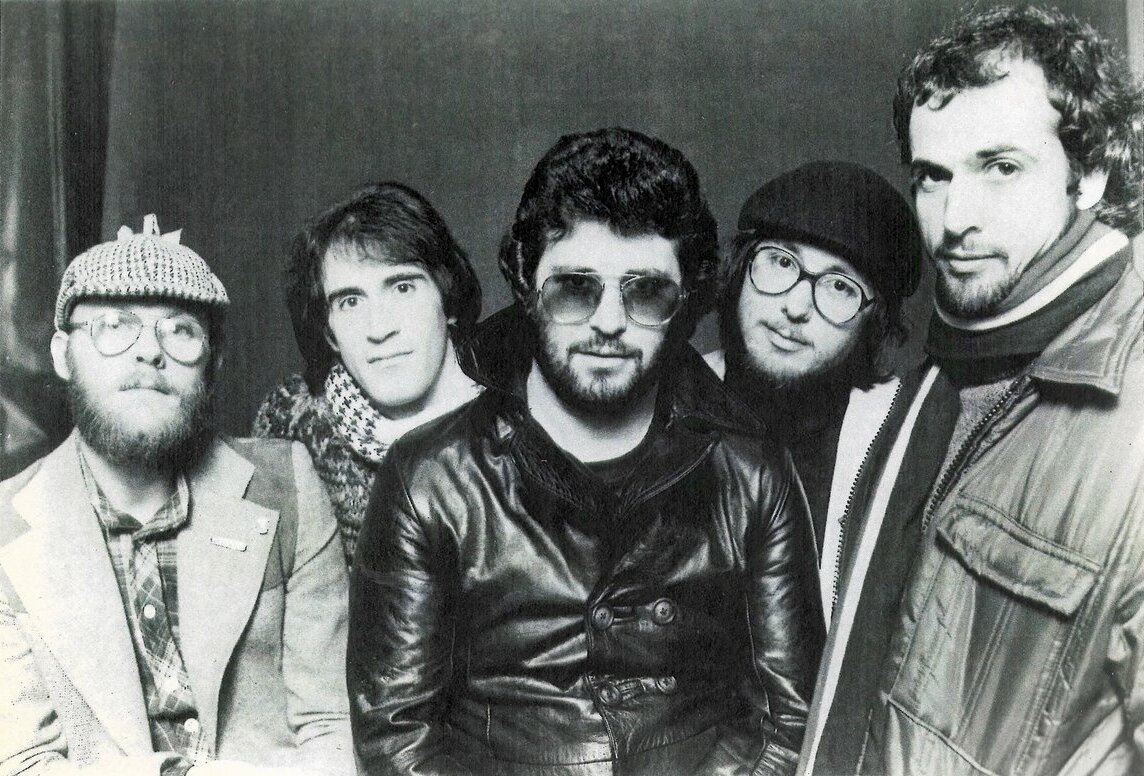
Gentle Giant w 1977 roku

Podczas gdy umiejętności Gentle Giant jako wykonawców pozostały niezmienione, ich twórczy szczyt był już za nim. Pod wpływem zmian w światku muzyki pop (włączając w to rozwój punk rocka), a także presji ze strony wytwórni Chrysalis, wymuszającej na muzykach komercjalizację ich repertuaru, zespół podjął wspólną decyzję o zmianie stylu pisania i wykonywania utworów – w pogoni za sukcesem na szerszym rynku muzycznym, szczególnie w Ameryce. Przez następne dwa lata zespół stopniowo porzucał wiele ze swoich skomplikowanych stylów wykonawczych, aby próbować pisać łatwiejszą w odbiorze muzykę pop i stworzyć przeboje.
The Missing Piece (nagrany w Holandii i wydany w 1977 roku) był albumem przejściowym, który odzwierciedlał to nowe podejście. Podczas gdy druga strona zabierała dłuższe i bardziej eklektyczne utwory przypominające wcześniejsze dokonania zespołu, pierwsza strona zawierała jawne przykłady pop rocka („I'm Turning Around”), blue-eyed soul („Mountain Time”), a nawet punk rocka („Betcha Thought We Couldn’t Do It”). Wydano trzy single („Two Weeks in Spain”, „Mountain Time” i „I'm Turning Around”) z tej płyty, lecz żaden z nich nie stał się przebojem. Sam album radził sobie słabo na rynku – nie tylko nie zdobywając nowych fanów, ale też nie znajdując uznania wśród dotychczasowych miłośników twórczości grupy. Krążek osiągnął 81. miejsce na amerykańskiej liście przebojów i to był ostatni amerykański sukces Gentle Giant.
Mimo niepowodzenia komercyjnego, zespół kontynuował ten kierunek aż do końca, wydając w 1978 roku album Giant for a Day!, na którym styl rocka progresywnego ustąpił na rzecz przyjaznego radiu soft rocka oraz kolejnych prób tworzenia hitów, niestety nieudanych. Aby zaprezentować bardziej bezpośrednią tożsamość formacji, Derek Shulman zaśpiewał prawie wszystkie utwory z tej płyty, a zespół porzucił swój konwencjonalny zestaw instrumentów smyczkowych, dętych, perkusyjnych i interakcji wokalnych na rzecz prostszego instrumentarium rockowego: gitara, bas, klawisze, perkusja i śpiew. Giant for a Day! był kolejnym najgorzej sprzedającym się albumem Gentle Giant, który później został uznany przez zespół za twórczą pomyłkę. Derek Shulman ostatecznie zapamiętał go jako „naprawdę wydumany”, podczas gdy Kerry Minnear wyznał, iż nie był pewien, czy coś wniósł na ten album (chociaż podjął próbę napisania utworu „It’s Only Goodbye”).

### Civilian(Lata 1979–1980)
W 1979 roku zespół przeniósł się do Los Angeles, aby nagrać – jak się później okazało ostatni swój – album Civilian z 1980 roku. Była to płyta zawierająca krótkie rockowe piosenki z przemożnym wpływem new wave. Zachowując zminimalizowane instrumentalne podejście z Giant for a Day!, Gentle Giant pozwolił sobie na znacznie więcej swobody w aranżacji i pracy nad wokalem, niż na poprzednim albumie. Mimo uproszczenia przekazu, sposób pisania i wykonania piosenek bardziej przypominał wcześniejsze dokonania zespołu.
O ile Kerry Minnear twierdził, że jest znacznie bardziej zadowolony z tego albumu i zawartych na nim piosenek, o tyle Ray Shulman w końcu odrzekł: „Nienawidziłem robić [tej] ostatniej płyty, nienawidziłem być w to zamieszany”. W 2005 roku Derek Shulman powiedział: „Civilian był zrobiony z mniejszą pasją, niż niektóre inne albumy. Jak się okazało, jako zespół po prostu nie byliśmy dobrzy w byciu gwiazdami rocka czy popu. Chcieliśmy być tak bardzo popularni, jak Genesis, Rush czy Yes. Z perspektywy czasu myślę czasami, że Gentle Giant został niesłusznie umieszczony w kategorii rocka progresywnego. Wiele z tego, co robiliśmy, było bardzo wymyślne, ale z pewnością nie robiliśmy tych długich skomplikowanych melodii, jak Yes czy Genesis”.

### Rozpad zespołu
| „Mieliśmy spotkanie w Nowym Jorku, kiedy zaczęliśmy tutaj trasę. Spotkaliśmy się w Nowym Jorku, żeby się zebrać i potraktować to jako miejsce startu. Rozmawialiśmy o tym, co zamierzamy robić. Na tym spotkaniu Kerry i Derek oznajmili, że to będzie ich ostatnia trasa i że nie chcą już być w trasie. I rozumiesz to, oni mieli rodziny. Kerry’emu właśnie urodziło się dziecko, a Derek właśnie się ożenił. Ale prawdę powiedziawszy to, ja byłem żonaty i John [Weathers] też. Możesz zmienić te rzeczy; są sposoby, aby to obejść. Nie musisz koncertować. Nie wydaje mi się, żebyśmy jako [Gentle] Giant bardzo dużo koncertowali. Myślę, że mogliśmy pracować o wiele ciężej w trasie. Koncertowaliśmy może pięć lub sześć miesięcy w roku. Przez resztę roku nie koncertowaliśmy, co wydawało mi się trochę głupie, jeśli naprawdę chcesz zdobyć lub przebić rynek. Więc zróbmy to i wykorzystajmy ten pęd, który mamy. To wszystko wydawało mi się trochę dziwne. To było smutne”.– Gary Green o rozpadzie Gentle Giant |

Latem 1980 roku Gentle Giant przestał istnieć. W 2005 roku Derek Shulman wspominał, że „po prostu twórcze soki nie płynęły. Mieszkałem wtedy w Los Angeles, kiedy się rozpadliśmy. Nie byliśmy pewni, jaki kierunek obrać. Nie żałuję decyzji, którą podjęliśmy o rozwiązaniu zespołu i zrobiłbym to ponownie, gdybyśmy mieli robić to wszystko od nowa”. Ray Shulman skomentował: „Zdecydowanie zapadła decyzja, że ta trasa będzie ostatnia. Kiedy już o tym wiedzieliśmy, bawiliśmy się dobrze. Zdecydowaliśmy się wtedy zakończyć, zamiast pozwolić, aby trwało to zbyt długo”. W wywiadzie dla Mojo w 2000 roku, Kerry Minnear zapewnił, że rozłam „nie był spowodowany punkiem; był spowodowany tym, że muzycznie się pogubiliśmy”.
Opinia Gary’ego Greena na temat rozpadu jest nieco inna. W 2003 roku skomentował: „Moim osobistym zdaniem jest takie, że zespół rozpadł się, ponieważ Derek naprawdę chciał mieć hitowy album i myślę, że Ray też, a oni mieli dość. Byli muzykami dłużej niż ja i zasmakowali tego całkiem dobrze, kiedy byli w Simon Dupree [and the Big Sound], przynajmniej w Wielkiej Brytanii. I szukali tego samego w [Gentle] Giant. Mam wrażenie, że mogliśmy kontynuować działalność, tak jak zrobił PFM czy Yes, i nadal kontynuować. Gdybyśmy się tego trzymali, od którego zaczęliśmy, moglibyśmy nadal grać i zarabiać na życie. Ale było, mineło i teraz jest dobrze. Wydawało mi się to trochę głupie, żeby odcinać swoją kreatywność dla tego typu sprawy”.
Gentle Giant swój ostatni koncert zagrali w Roxy Theatre w West Hollywood w Kalifornii 16 czerwca 1980 roku.

### Dalsze losy
Po rozwiązaniu zespołu Derek Shulman rozpoczął udaną karierę w części organizacyjnej biznesu muzycznego (początkowo zajmował się promocją i rozwojem artystów w PolyGramie, następnie w A&R, w Mercury Records, został prezesem Atco Records, po czym objął stanowisko prezesa Roadrunner Records. Obecnie jest właścicielem nowej firmy muzycznej 2Plus Music & Entertainment). Ray Shulman zajął się tworzeniem muzyki na potrzeby telewizji i reklamy, 
a następnie został producentem płyt (współpracował m.in. z Echo & the Bunnymen, The Sundays i The Sugarcubes), i zajął się tworzeniem soundtracków do gier komputerowych, a także produkcją płyt DVD dla takich wykonawców, jak Genesis i Queen. Zmarł 30 marca 2023 roku w wieku 73 lat po długiej chorobie.
John Weathers grał na perkusji w walijskim zespole Man (do 1996 roku), a później w Wild Turkey Glenna Cornicka, ex-basisty Jethro Tull. Gary Green (po osiedleniu się w Ameryce, niedaleko Chicago) grał z różnymi zespołami z Illinois (m.in. Blind Dates, The Elvis Brothers, Big Hello i Mother Tongue) oraz brał udział w nagraniach i koncertach Eddiego Jobsona i Divae. Gary Green zagrał na albumie Deeper Imaginings Paula Adamsa i Australijki Elizabeth Geyer, który został nominowany do nagrody Independent Music Awards za najlepszy album New Age roku 2019. 
Kerry Minnear powrócił do Wielkiej Brytanii i osiadł w Kornwalii przez wiele lat poświęcając się muzyce gospel. Obecnie prowadzi Alucard Music, organizację nadzorującą kwestie prawne i tantiemy dotyczące muzyki Gentle Giant.
Po okresie pracy w Gentle Giant, Phil Shulman wycofał się całkowicie z biznesu muzycznego i pracował jako nauczyciel oraz w handlu detalicznym, a przed emeryturą prowadził sklep z pamiątkami w Gosport, Hampshire. Przez krótki okres grał też w zespole ze swoim synem Damonem Shulmanem i nagrał z nim kilka utworów. Kilka z nich (pod zbiorczym tytułem Then) to były tzw. utwory mówione (spoken word), w których wspominał o swoim wychowaniu w slumsach w Glasgow. Jeden z tych utworów – „Rats” – ukazał się na solowym albumie Damona Shulmana In Pieces (2003) i można go usłyszeć jako audio stream na stronie internetowej Damona Shulmana i stronie MySpace (został udostępniony w kwietniu 2008). Pierwszy perkusista Gentle Giant Martin Smith osiadł w Southampton i grał tam z różnymi zespołami. Zmarł 2 marca 1997 roku. Drugi perkusista Gentle Giant, Malcolm Mortimore, kontynuował pracę jako odnoszący sukcesy perkusista sesyjny z nurtu rocka, jazzu i muzyki teatralnej.

### Próby reaktywacji
Pomimo tego, że wiele grup z kręgu rocka progresywnego, ponownie reaktywowało się i jeździły w trasy koncertowe, Gentle Giant konsekwentnie odmawiał ponownej reaktywacji. W 1997 roku fani zespołu bezskutecznie próbowali namówić członków zespołu do ponownego występu. Powody podawane przez muzyków w związku z odmową, obejmują zajęte terminy, problemy zdrowotne, brak ćwiczeń na instrumentach oraz inne powody osobiste. Zapytany o możliwy reunion w 1995 roku, Phil Shulman odpowiedział: „Prowadzimy teraz rozbieżne życie, różne style życia, różne postawy... Myślę, że to jest niemożliwe”. W 1998 roku Ray Shulman zapewniał: „Dla mnie i Dereka zakłócenia w naszym obecnym życiu, nie widzę jak mogłoby to być tego warte. Byłoby to bardzo trudne. Cały proces trwałby bardzo długo i musiałbyś zrezygnować z tego, co robisz. Oboje mamy kariery niezależne od GG”.
Istniały dwa wspólne starania z udziałem od dwóch do czterech członków zespołu, z których żadne nie zostało uznane jako formalna reaktywacja Gentle Giant.
Pierwszym z nich była współpraca czterech byłych członków Gentle Giant – Kerry’ego Minneara, Johna Weathersa, Gary’ego Greena i Phila Shulmana (który brał udział w tym projekcie tylko i wyłącznie jako autor tekstów). Grupa nagrała trzy nowe utwory w oparciu o stare dema Kerry’ego Minneara znajdujące się w boksie Scraping the Barrel z 2004 roku („Home Again”, „Moog Fugue” i „Move Over”). Członkowie zespołu dogrywali swoje partie osobno i nigdy nie spotkali się w studiu osobiście.
Drugie spotkanie po latach rozpoczęło się w 2008 roku. W ramach częściowej reaktywacji Gentle Giant, powstał nowy zespół o nazwie Rentle Giant, który miał grać repertuar Gentle Giant. W skład zespołu weszli jego byli członkowie: gitarzysta Gary Green i perkusista Malcolm Mortimore. Roger Carey grał na basie i śpiewał, Andy Williams na gitarze, a John Donaldson na pianinie i instrumentach klawiszowych. Ponadto Green udzielał się jako główny wokalista w niektórych utworach.
W marcu 2009 roku do Greena i Mortimore'a dołączył trzeci muzyk Gentle Giant, Kerry Minnear, i w rezultacie Rentle Giant zmieniło nazwę na Three Friends. Również w tym czasie do zespołu dołączył Mick Wilson, jako główny wokalista. Po krótkiej trasie koncertowej ogłoszono, że Minnear odchodzi z zespołu z przyczyn osobistych, a Three Friends planuje kontynuować działalność jako sześcioosobowy zespół. W 2011 roku formację opuścili Carey, Williams i Donaldson, a ich miejsce zajęli Lee Pomeroy na basie i Gary Sanctuary na klawiszach. W 2012 roku do zespołu dołączyła Charlotte Glasson, dodając do brzmienia zespołu skrzypce, saksofon barytonowy, altowy i flet prosty, co umożliwiło grupie stworzenie na żywo brzmienia, zbliżonego do oryginału. 
W tym składzie zespół Three Friends odbył w 2012 roku trasę koncertową po Włoszech, Kanadzie i Stanach Zjednoczonych. W 2015 roku w skład grupy wchodzili Green, Mortimore, Glasson, Neil Angilley i Jonathan Noyce. Od tego czasu nie występowali na żywo.
Teledysk do utworu „Proclamation” został umieszczony na YouTube 15 lipca 2020 roku. Wystąpili w nim członkowie Gentle Giant: Gary Green, Kerry Minnear, Derek Shulman, Ray Shulman, Phil Shulman, John Weathers i Malcolm Mortimore. Wśród dodatkowych muzyków znaleźli się między innymi: 
Jakko Jakszyk, Billy Sherwood (basista Yes), Steve Hackett, Lee Pomeroy, Rachel Flowers, Dan Reed (Dan Reed Network), Richard Hilton (Chic) i Mikey Heppner (Priestess). Teledysk został wyreżyserowany i zmontowany przez Noah Shulmana, a zmiksował go jego wuj Ray Shulman.

## Styl muzyczny
Muzyka Gentle Giant była w większości komponowana przez Kerry’ego Minneara i Raya Shulmana, z dodatkowymi pomysłami muzycznymi wnoszonymi przez Dereka Shulmana (który był autorem niektórych utworów w całości). Teksty były pisane głównie przez Phila Shulmana i Dereka Shulmana (poza tym Kerry Minnear napisał kilka tekstów). Po odejściu Phila Shulmana po wydaniu albumu Octopus – późniejsze teksty były pisane głównie przez Dereka Shulmana, z pomocą Kerry’ego Minneara. Jak na standardy rocka progresywnego, muzyka Gentle Giant jest powszechnie uważana za szczególnie złożoną i wymagającą. Dzieli ona kilka aspektów z muzyką innych zespołów rocka progresywnego, w tym:
- wieloczęściowe harmonie wokalne
- złożone teksty
- struktura formy albumu koncepcyjnego (okazyjnie)
- częste zmiany tempa
- częste stosowanie synkop i niestandardowych sygnatur czasowych, w tym polimetriów (dwie lub więcej sygnatur czasowych granych jednocześnie)
- stosowanie skomplikowanej melodyki, często kontrastującej harmonię z dysonansem
- szerokie wykorzystanie kontrapunktu instrumentalnego i wokalnego
- wykorzystanie struktur muzycznych typowo kojarzonych z muzyką klasyczną (np. forma madrygałowa w „Knots”, ekspozycja fugalna w „On Reflection”, sporadyczne stylizacje na muzykę dawną oraz konsekwentne wykorzystywanie podanych, wymienianych i rekapitulowanych tematów muzycznych wymienianych między instrumentami)
- wykorzystanie klasycznego, dętego i perkusyjnego instrumentarium nie kojarzonego na ogół z muzyką rockową.

Zauważono jednak, że pomimo stosunkowo złożonego początkowego brzmienia, muzyka Gentle Giant jest w rzeczywistości dość tradycyjna pod względem harmonii i zawiera stosunkowo niewiele złożonych akordów. Podobnie jak większość utworów spod znaku rocka progresywnego z lat 70., kompozycje Gentle Giant są bliższe neoklasycyzmowi z początku XX wieku, niż współczesnej muzyce klasycznej (niektóre utwory formacji, takie jak „Black Cat”, „Experience” i „So Sincere”, wykorzystują bardziej skomplikowaną modernistyczną harmonię)). Ogólnie rzecz biorąc, zespół polegał na nagłych i nieoczekiwanych zwrotach kompozycyjnych, aby pobudzić publiczność, w tym:
- polifonię
- hoketus
- nietypowe progresje akordów
- rozbijanie i przerabianie tonalne schematów początkowo prostych akordów (z akordami subtelnie zmieniającymi się z powtórzenia na powtórzenie)
- przyspieszanie i zwalnianie czasu trwania tematów muzycznych
- szybkie i częste zmiany tonacji (czasem w obrębie jednego taktu)
- podział linii wokalnych pomiędzy różnych wokalistów (w tym rytmy naprzemienne)
- zręczne operowanie przejściami między sekcjami (np. hard rockowy riff gitarowy natychmiast zastąpiony średniowiecznym chórem)

## Reedycje
Od 1990 roku zainteresowanie dorobkiem Gentle Giant wzrosło. Powstały nowe fankluby, nowe wydania płytowo koncertów i wcześniej nieopublikowanych materiałów, a także kilka tribute albumów. Prawa do katalogu zespołu są rozproszone pomiędzy wiele firm, z których nie wszystkie są chętne do wznawiania albumów w odpowiedni sposób. W szczególności pierwsze cztery albumy nie doczekały się jeszcze definitywnych wydań CD. Na przykład, tytułowy utwór Acquiring the Taste (1971) zaczyna się z dzwiękowym defektem, pochodzącym prawdopodobnie z uszkodzonej taśmy-matki, na wszystkich obecnych wydaniach kompaktowych i winylowych. Kompilacja Edge of Twilight z 1996 roku zawiera poprawioną wersję utworu. Sprzeczne opinie donoszą, że ten defekt istnieje na oryginalnym wydaniu winylowym albumu z 1971 roku, gdzie początkowa nuta „wygina się” w górę, gdy taśma nabiera prędkości – prawdopodobnie był to błąd inżynieryjny.
W lipcu 2004 roku pierwszy album został ponownie wydany przez niemiecką wytwórnię Repertoire; w grudniu 2005 roku ukazał się Acquiring the Taste (1971); w grudniu 2006 roku ukazał się Octopus (1972) w mini-sleeve z oryginalną okładką Rogera Deana, a w grudniu 2007 roku Repertoire wydała Three Friends (1972) w mini-sleeve z oryginalnym projektem brytyjskiego wydania. Mimo że nie są one szeroko rozpowszechnione, reedycje te były chwalone za jakość produkcji i remastering. Wcześniej wszystkie cztery pierwsze albumy zostały wznowione przez wytwórnię Universal Japan.
W 2005 roku, z okazji 35-lecia rocznicy zespołu, firma Dereka Shulmana, DRT Entertainment, wydała serię zremasterowanych i specjalnie zapakowane płyt CD późniejszych albumów. Wszystkie zawierały niewydane utwory koncertowe (o różnej jakości) jako bonusy. Wiele z tych albumów (przede wszystkim In a Glass House) było wcześniej trudno dostępne w Ameryce Północnej bez możliwości importu. Wznowione albumy to: In a Glass House (1973), The Power and the Glory (1974), Free Hand (1975), Interview (1976), The Missing Piece (1977), Playing the Fool (1977, koncertowy) i Giant for a Day! (1978).
W latach 2009–2010 rozpoczęto serię reedycji na CD z bonusami w formie cyfrowej do pobrania. W wywiadzie z 2009 roku Derek Shulman poinformował również, że trwają prace nad filmem animowanym opartym na albumie The Power and the Glory (do tej pory nie doszedł on do skutku). W 2011 roku odnaleziono oryginalne taśmy z nagraniami płyt Three Friends (1972) i Octopus (1972), a Alucard Music wznowił każdy z nich z koncertowymi bonusami. Każdy z albumów został zremasterowany przez Raya Shulmana i Francisa Kervorkiana (obaj pracowali nad zremasterowanymi wersjami z 2009 roku).
Free Hand (1975) i Interview (1976) zostały wznowione w 2012 roku na CD/DVD oraz winylu. CD/DVD zawiera wcześniej niepublikowany miks kwadrofoniczny. Specjalny miks 4.1 Surround Sound (audiofile zauważają, że jest to DTS 96/24 i Dolby Digital 48 kHz/24bit) został zaadaptowany z oryginalnych miksów kwadrofonicznego. Członkowie zespołu napisali nowe notki na obu albumach.
Wydany w 2012 roku I Lost My Head – The Chrysalis Years to 4-płytowy zestaw wszystkich albumów Gentle Giant wydanych w ramach Chrysalis Records z dodatkowymi utworami, w tym sesjami dla Johna Peela, 7-calowymi miksami, utworami koncertowymi, stronami „B” itp.
W 2014 roku, The Power and the Glory (1974) został ponownie wydany jako zestaw CD/DVD z nowymi miksami Stevena Wilsona (z Porcupine Tree) z wielośladowych masterów. DVD zawiera nowe miksy 48 kHz/24-bit Stereo LPCM, DTS 96 kHz/24-bit 5.1 i Dolby AC3 5.1, a także transfer 96 kHz/24-bit LPCM oryginalnego miksu studyjnego z 1974 roku.
W 2017 roku ukazał się box Three Piece Suite. Zawierała ona reedycje trzech pierwszych albumów: Gentle Giant, Acquiring the Taste oraz Three Friends. Utwory te zostały ponownie zmiksowane przez Stevena Wilsona z dostępnych taśm wielośladowych. Niektóre utwory z pierwszych trzech płyt nie zostały włączone do zestawu, ponieważ wieloślady do tych konkretnych utworów zaginęły. Zestaw był dostępny jako CD z ponownie zmiksowanymi utworami oraz jako dysk Blu-ray. Na dysku Blu-ray znalazły się wersje 96/24 Stereo LPCM i DTS-HD 5.1 Surround Sound zremiksowanych utworów, dodatkowe bonusy, wersje instrumentalne niektórych utworów oraz oryginalne miksy albumów w nienagannym stanie. Na ścieżkach 5.1 Surround znalazły się również nowe animacje wideo. Wydanie to zostało zapakowane jako pojedynczy digipak z dwoma dyskami, 16-stronicową książeczką, nową oprawą graficzną i zostało zatwierdzone przez zespół do wydania.

## Muzycy

### Ostatni skład
- Derek Shulman – śpiew, saksofon, flet prosty, gitara basowa, instrumenty klawiszowe, perkusja, instrumenty perkusyjne, „Shulberry” (3-strunowe ukulele elektryczne)[38] (1970-1980)
- Gary Green – śpiew, gitara, gitara akustyczna, flet prosty, mandolina, gitara basowa, ksylofon, perkusja (1970-1980)
- Kerry Minnear – śpiew, instrumenty klawiszowe, wiolonczela, ksylofon, wibrafon, flet prosty, gitara, gitara basowa, perkusja (1970-1980)
- Ray Shulman – śpiew, gitara basowa, skrzypce, altówka, gitara, gitara akustyczna, flet prosty, trąbka, perkusja, instrumenty perkusyjne (1970-1980; zmarły 2023[26][27])
- John Weathers – śpiew, perkusja, instrumenty perkusyjne, wibrafon, ksylofon, gitara (1972-1980)

### Byli członkowie
- Phil Shulman – śpiew, saksofon, flet prosty, trąbka, klarnet, melofon (1970–1973)
- Malcolm Mortimore – perkusja (1971–1972)
- Martin Smith – perkusja (1970–1971; zmarły 1997)

### Intrumentarium
| Tabela muzyków i instrumentów                                                               | Tabela muzyków i instrumentów | Tabela muzyków i instrumentów | Tabela muzyków i instrumentów | Tabela muzyków i instrumentów | Tabela muzyków i instrumentów | Tabela muzyków i instrumentów | Tabela muzyków i instrumentów |
|                                                                                             | Derek Shulman                 | Ray Shulman                   | Kerry Minnear                 | Gary Green                    | Phil Shulman                  | John Weathers                 |                               |
| ------------------------------------------------------------------------------------------- | ----------------------------- | ----------------------------- | ----------------------------- | ----------------------------- | ----------------------------- | ----------------------------- | ----------------------------- |
| Śpiew                                                                                       | ✓                             | ✓                             | ✓                             | ✓                             | ✓                             | ✓                             | 6                             |
| Gitary                                                                                      |                               | ✓                             | ✓                             | ✓                             |                               | ✓                             | 4                             |
| Mandolina                                                                                   |                               |                               |                               | ✓                             |                               |                               | 1                             |
| Gitara basowa                                                                               | ✓                             | ✓                             | ✓                             | ✓                             |                               |                               | 4                             |
| instrumenty klawiszowe                                                                      | ✓                             |                               | ✓                             |                               | ✓                             |                               | 3                             |
| Perkusja                                                                                    | ✓                             | ✓                             | ✓                             | ✓                             |                               | ✓                             | 5                             |
| instrumenty perkusyjne                                                                      | ✓                             | ✓                             | ✓                             | ✓                             | ✓                             | ✓                             | 6                             |
| Dzwonki                                                                                     |                               |                               | ✓                             | ✓                             |                               | ✓                             | 3                             |
| Ksylofon                                                                                    |                               |                               | ✓                             |                               |                               | ✓                             | 2                             |
| Wibrafon                                                                                    |                               |                               | ✓                             |                               |                               | ✓                             | 2                             |
| Marimba                                                                                     |                               |                               | ✓                             |                               |                               |                               | 1                             |
| Theremin                                                                                    |                               |                               | ✓                             |                               |                               |                               | 1                             |
| Trąbka                                                                                      |                               | ✓                             |                               |                               | ✓                             |                               | 2                             |
| Melofon                                                                                     |                               |                               |                               |                               | ✓                             |                               | 1                             |
| Saksofon sopranowy                                                                          | ✓                             |                               |                               |                               |                               |                               | 1                             |
| Saksofon altowy                                                                             | ✓                             |                               |                               |                               | ✓                             |                               | 2                             |
| Saksofon tenorowy                                                                           | ✓                             |                               |                               |                               | ✓                             |                               | 2                             |
| Saksofon barytonowy                                                                         |                               |                               |                               |                               | ✓                             |                               | 1                             |
| Klarnet                                                                                     |                               |                               |                               |                               | ✓                             |                               | 1                             |
| Flet prosty                                                                                 | ✓                             | ✓                             | ✓                             | ✓                             | ✓                             |                               | 5                             |
| Skrzypce                                                                                    |                               | ✓                             |                               |                               |                               |                               | 1                             |
| Altówka                                                                                     |                               | ✓                             |                               |                               |                               |                               | 1                             |
| Wiolonczela                                                                                 |                               |                               | ✓                             |                               |                               |                               | 1                             |
|                                                                                             | 9                             | 9                             | 13                            | 8                             | 10                            | 7                             | 56                            |
| Nie pokazano na tabeli: Martin Smith, Malcolm Mortimore – perkusja, instrumenty perkusyjne. |                               |                               |                               |                               |                               |                               |                               |

## Dyskografia

### Albumy studyjne
- Gentle Giant (1970)
- Acquiring the Taste (1971)
- Three Friends (1972)
- Octopus (1972)
- In a Glass House (1973)
- The Power and the Glory (1974)
- Free Hand (1975)
- Interview (1976)
- The Missing Piece (1977)
- Giant for a Day! (1978)
- Civilian (1980)

### Albumy koncertowe
- Playing the Fool (1977)
- Gentle Giant in Concert (1994)
- Out of the Woods: The BBC Sessions (1996)
- The Last Steps (1996)
- Out of the Fire: The BBC Concerts (1998)
- Live Rome 1974 (2000)
- In'terview in Concert (2000)
- In a Palesport House (2001)
- Experience (2002)
- Artistically Cryme (2002)
- Endless Life (2002)
- The Missing Face (2002)
- Prologue (2003)
- Playing the Cleveland (2004)
- Live in New York 1975 (2005)
- Live in Santa Monica 1975 (2005)
- Live in Stockholm '75 (2009)
- King Alfred's College (Winchester 1971) (2009)
- Live at the Bicentennial (2014)

### Albumy kompilacyjne
- Giant Steps – The First Five Years (1975)
- Pretentious – For The Sake Of It (1977)
- Champions Of Rock (1996)
- Edge of Twilight (1996)
- Under Construction (1997)
- Scraping the Barrel (2004)
- I Lost My Head – The Chrysalis Years (2012)
- Memories of Old Days (2013)
- Three Piece Suite (2017)
- Unburied Treasures (2019)

## Filmografia
- Giant on the Box (DVD, 2004)
- Giant on the Box – Deluxe Edition (DVD + CD, 2005)
- GG at the GG – Sight and Sound in Concert (DVD + CD, 2006)